# Joseph Philippe de Clairville
Pour l’article homonyme, voir Clairville.
Joseph Philippe de Clairville est un botaniste et un entomologiste suisse d’origine française, né en 1742 dans le midi de la France et mort le 31 juillet 1830 à Winterthour.

## Biographie
Après des études à Montpellier, il émigre en Suisse où il étudie la faune et la flore du Valais. Il s’intéresse en particulier aux odonates, aux diptères et aux coléoptères. Sa collection de ces derniers est actuellement conservée au muséum de Bâle. Il fait paraître Helvetische Entomologie à Zurich en deux volumes (1798-1806) et un Manuel d’herborisation en Suisse et en Valais (1811). Il compile des textes de Jean-Jacques Rousseau sur la botanique, y ajoute des lettres qu'il rédige dans le même esprit et publie le tout sous le titre de Le botanistes sans maître (1805). Il traduit l’ouvrage de Johann Matthäus Bechstein (1757-1822), Naturgeschichte der Hof- und Stubenvögel, sous le titre d’Histoire naturelle des oiseaux de chambre (1825). Il lègue sa bibliothèque et son herbier à la bibliothèque municipale de Winterthour avant que celle-ci n’offre l’herbier à l’Institut de botanique de Zurich.
Il épouse Isabel Carr (1730-1815), d'origine aisée et qui collabore aux activités scientifiques de son mari en naturalisant des oiseaux, puis en secondes noces Emely Normand, toutes deux britanniques. C'est de cette dernière dont parle Augustin Pyrame de Candolle (1778-1841) dans ses Mémoires lorsqu'il signale que Clairville, vieillissant, s’était retiré dans une jolie campagne avec une jeune et jolie femme anglaise qui malgré son grand âge l'avait épousé, ce dont il semblait très fier et très heureux.

## Publications
- Plantes et arbustes d'agrément, in-8 (1791-1794).
- Entomologie helvétique ou catalogue des insectes de la Suisse rangés d'après une nouvelle méthode avec descriptions et figures / Helvetische Entomologie oder Verzeichniss der Schweizer Insecten, nach einer neuen Methode geordnet mit Beschreibungen und Abbildungen, Orell, Füssli & Co. Zürich : volume I, 149 pages, 16 planches (1798); volume II (1806).
- Le botaniste sans maître, ou manière d'apprendre seul la botanique au moyen de l'instruction commencée par Jean-Jacques Rousseau et continuée et complétée dans la même forme par M. de C., Levrault, Schöll & Co, Paris, 297 pages, 6 planches (1805).
- Manuel d'herborisation en Suisse et en Valais rédigé selon le système de Linné, in-8 (1811). Seconde édition en 1819.

### Sources
- Augustin-Pyramus de Candolle (2004). Mémoires et Souvenirs (1778-1841) édités par Jean-Daniel Candaux et Jean-Marc Drouin avec le concours de Patrick Bungener et René Sigrist. Georg Éditeur (Chêne-Bourg, Genève), collection Bibliothèque d’histoire des sciences : xv + 591 p.  (ISBN 2-8257-0832-1).
- « Joseph Philippe de Clairville » dans le Dictionnaire historique de la Suisse en ligne.
- Ce texte utilise des extraits de l'article de langue anglaise de Wikipédia (version du 11 avril 2006).